# والتر کوربو
والتر کوربو (انگلیسی: Walter Corbo؛ زادهٔ ۲ مهٔ ۱۹۴۹) بازیکن فوتبال سابق اهل اروگوئه است.
از باشگاه‌هایی که در آن بازی کرده‌است می‌توان به باشگاه فوتبال گرمیو، باشگاه فوتبال پنیارول، باشگاه فوتبال سن لورنزو، تیم ملی فوتبال اروگوئه، باشگاه فوتبال مونتری و باشگاه فوتبال آرژانتینوس جونیورز اشاره کرد.
وی همچنین در تیم ملی فوتبال Uruguay بازی کرده‌است.